# 10003 Caryhuang
10003 Caryhuang eller 1971 UD1 är en asteroid i huvudbältet, som upptäcktes 26 oktober 1971 av den tjeckiske astronomen Luboš Kohoutek vid Bergedorf-observatoriet.
Asteroiden har en diameter på ungefär 3 kilometer.
Asteroiden är uppkallad efter animatören Cary K. Huang.